# Wilhelm Leichum
Wilhelm Leichum (Neu-Isenburg, 12 maggio 1911 – Nižnij Novgorod, 19 luglio 1941) è stato un velocista e lunghista tedesco.

## Palmarès

### Olimpiadi
- Bronzo a Berlino 1936 nella staffetta 4×100 metri.

### Europei
- Oro a Torino 1934 nel salto in lungo.
- Oro a Parigi 1938 nel salto in lungo.